# UCI World Tour féminin 2023
Cet article concerne la compétition féminine. Pour la compétition masculine, voir UCI World Tour 2023.
Navigation
Édition précédente Édition suivante
L'UCI World Tour féminin 2023 est la 8e édition de l'UCI World Tour féminin, le niveau de course le plus élevé du cyclisme sur route féminin international.

## Équipes
Les équipes féminines appartiennent à une seule division. Cependant, elles sont classées en fonction de leur niveau, ce qui leur permet d'obtenir des invitations aux courses les plus importantes. Jusqu'en 2020, les 15 meilleures équipes avaient automatiquement le droit de participer à toutes les compétitions du World Tour, mais sans obligation. Depuis, les équipes estampillées "World Team" sont automatiquement invitées à toutes les épreuves du World Tour, mais sont également dans l'obligation d'y participer. Pour cette saison, il s'agit de : 
| UCI Women's WorldTeams (15)- Canyon-SRAM Racing - EF Education-TIBCO-SVB - FDJ-Suez - Fenix-Deceuninck - Human Powered Health - Israel-Premier Tech Roland - Liv Racing TeqFind - Movistar Team - Team DSM - Team Jayco AlUla - Team Jumbo-Visma - SD Worx - Trek-Segafredo - UAE Team ADQ - Uno-X Pro Cycling Team |
| |

## Barème
Le barème des points du classement World Tour pour le classement général est le même pour toutes les épreuves. Pour les courses à étapes, des points supplémentaires sont également accordés au top 10 de chaque étape et à la porteuse du maillot de leader du classement général :
| Position                  | 1er | 2e  | 3e  | 4e  | 5e  | 6e  | 7e  | 8e  | 9e | 10e | 11e | 12e | 13e | 14e | 15e | 16e à 20e | 21e à 30e | 31e à 40e |
| Classement général        | 400 | 320 | 260 | 220 | 180 | 140 | 120 | 100 | 80 | 68  | 56  | 48  | 40  | 32  | 28  | 24        | 16        | 8         |
| Par étapes                | 50  | 40  | 30  | 25  | 20  | 18  | 15  | 10  | 8  | 6   |     |     |     |     |     |           |           |           |
| Port du maillot de leader | 8   |     |     |     |     |     |     |     |    |     |     |     |     |     |     |           |           |           |
| Meilleur jeune            | 6   | 4   | 2   |     |     |     |     |     |    |     |     |     |     |     |     |           |           |           |

## Courses
| UCI Women's World Tour | UCI Women's World Tour | UCI Women's World Tour | UCI Women's World Tour                                   | UCI Women's World Tour | UCI Women's World Tour | UCI Women's World Tour | UCI Women's World Tour       | UCI Women's World Tour |
| Date                   | n°                     | Pays                   | Course                                                   | Vainqueur              | Deuxième               | Troisième              | Leader du classement général |                        |
| ---------------------- | ---------------------- | ---------------------- | -------------------------------------------------------- | ---------------------- | ---------------------- | ---------------------- | ---------------------------- | ---------------------- |
| 15 – 17 janv.          | 1                      | Australie              | Women's Tour Down Under                                  | Grace Brown            | Amanda Spratt          | Georgia Williams       | Grace Brown                  |                        |
| 28 janv.               | 2                      | Australie              | Cadel Evans Great Ocean Road Race Women                  | Loes Adegeest          | Amanda Spratt          | Nina Buysman           | Amanda Spratt                |                        |
| 9 – 12 fév.            | 3                      | Émirats arabes unis    | Tour des Émirats arabes unis                             | Elisa Longo Borghini   | Gaia Realini           | Silvia Persico         | Amanda Spratt                |                        |
| 25 fév.                | 4                      | Belgique               | Circuit Het Nieuwsblad                                   | Lotte Kopecky          | Lorena Wiebes          | Marta Bastianelli      | Amanda Spratt                |                        |
| 4 mars                 | 5                      | Italie                 | Strade Bianche                                           | Demi Vollering         | Lotte Kopecky          | Cecilie Uttrup Ludwig  | Amanda Spratt                |                        |
| 11 mars                | 6                      | Pays-Bas               | Tour de Drenthe                                          | Lorena Wiebes          | Susanne Andersen       | Maike van der Duin     | Lorena Wiebes                |                        |
| 19 mars                | 7                      | Italie                 | Trofeo Alfredo Binda-Comune di Cittiglio                 | Shirin van Anrooij     | Elisa Balsamo          | Vittoria Guazzini      | Lorena Wiebes                |                        |
| 23 mars                | 8                      | Belgique               | Classic Bruges-La Panne                                  | Pfeiffer Georgi        | Elisa Balsamo          | Lorena Wiebes          | Lorena Wiebes                |                        |
| 26 mars                | 9                      | Belgique               | Gand-Wevelgem                                            | Marlen Reusser         | Megan Jastrab          | Maike van der Duin     | Lorena Wiebes                |                        |
| 2 avr.                 | 10                     | Belgique               | Tour des Flandres                                        | Lotte Kopecky          | Demi Vollering         | Elisa Longo Borghini   | Lorena Wiebes                |                        |
| 8 avr.                 | 11                     | France                 | Paris-Roubaix                                            | Alison Jackson         | Katia Ragusa           | Marthe Truyen          | Lotte Kopecky                |                        |
| 16 avr.                | 12                     | Pays-Bas               | Amstel Gold Race                                         | Demi Vollering         | Lotte Kopecky          | Shirin van Anrooij     | Lotte Kopecky                |                        |
| 19 avr.                | 13                     | Belgique               | Flèche wallonne                                          | Demi Vollering         | Liane Lippert          | Gaia Realini           | Demi Vollering               |                        |
| 23 avr.                | 14                     | Belgique               | Liège-Bastogne-Liège                                     | Demi Vollering         | Elisa Longo Borghini   | Marlen Reusser         | Demi Vollering               |                        |
| 1 – 7 mai              | 15                     | Espagne                | Tour d'Espagne                                           | Annemiek van Vleuten   | Demi Vollering         | Gaia Realini           | Demi Vollering               |                        |
| 12 – 14 mai            | 16                     | Espagne                | Tour du Pays basque                                      | Marlen Reusser         | Demi Vollering         | Katarzyna Niewiadoma   | Demi Vollering               |                        |
| 18 – 21 mai            | 17                     | Espagne                | Tour de Burgos                                           | Demi Vollering         | Shirin van Anrooij     | Ashleigh Moolman       | Demi Vollering               |                        |
| 26 – 28 mai            | 18                     | Royaume-Uni            | RideLondon-Classique                                     | Charlotte Kool         | Chloé Dygert           | Lizzie Deignan         | Demi Vollering               |                        |
| 6 – 11 juin            | 19                     | Royaume-Uni            | Tour de Grande-Bretagne féminin                          | annulé/abandonné       |                        |                        |                              |                        |
| 17 – 20 juin           | 20                     | Suisse                 | Tour de Suisse                                           | Marlen Reusser         | Demi Vollering         | Elisa Longo Borghini   | Demi Vollering               |                        |
| 30 juin – 9 juill.     | 21                     | Italie                 | Tour d'Italie                                            | Annemiek van Vleuten   | Juliette Labous        | Gaia Realini           | Demi Vollering               |                        |
| 23 – 30 juill.         | 22                     | France                 | Tour de France Femmes                                    | Demi Vollering         | Lotte Kopecky          | Katarzyna Niewiadoma   | Demi Vollering               |                        |
| 19 août                | 23                     | Suède                  | Contre-la-montre par équipes de l'Open de Suède Vårgårda | annulé/abandonné       |                        |                        |                              |                        |
| 20 août                | 24                     | Suède                  | Course en ligne de l'Open de Suède Vårgårda              | annulé/abandonné       |                        |                        |                              |                        |
| 23 – 27 août           | 25                     | Norvège                | Tour de Scandinavie                                      | Annemiek van Vleuten   | Cecilie Uttrup Ludwig  | Amber Kraak            | Demi Vollering               |                        |
| 2 sept.                | 26                     | France                 | Grand Prix de Plouay                                     | Mischa Bredewold       | Marta Lach             | Sofia Bertizzolo       | Demi Vollering               |                        |
| 5 – 10 sept.           | 27                     | Pays-Bas               | Simac Ladies Tour                                        | Lotte Kopecky          | Lorena Wiebes          | Anna Henderson         | Demi Vollering               |                        |
| 15 – 17 sept.          | 28                     | Suisse                 | Tour de Romandie                                         | Demi Vollering         | Katarzyna Niewiadoma   | Marlen Reusser         | Demi Vollering               |                        |
| 12 – 14 oct.           | 29                     | Chine                  | Tour de l'île de Chongming                               | Chiara Consonni        | Mylène de Zoete        | Daria Pikulik          | Demi Vollering               |                        |
| 17 oct.                | 30                     | Chine                  | Tour du Guangxi                                          | Daria Pikulik          | Chiara Consonni        | Mia Griffin            | Demi Vollering               |                        |

## Classements

### Classement individuel

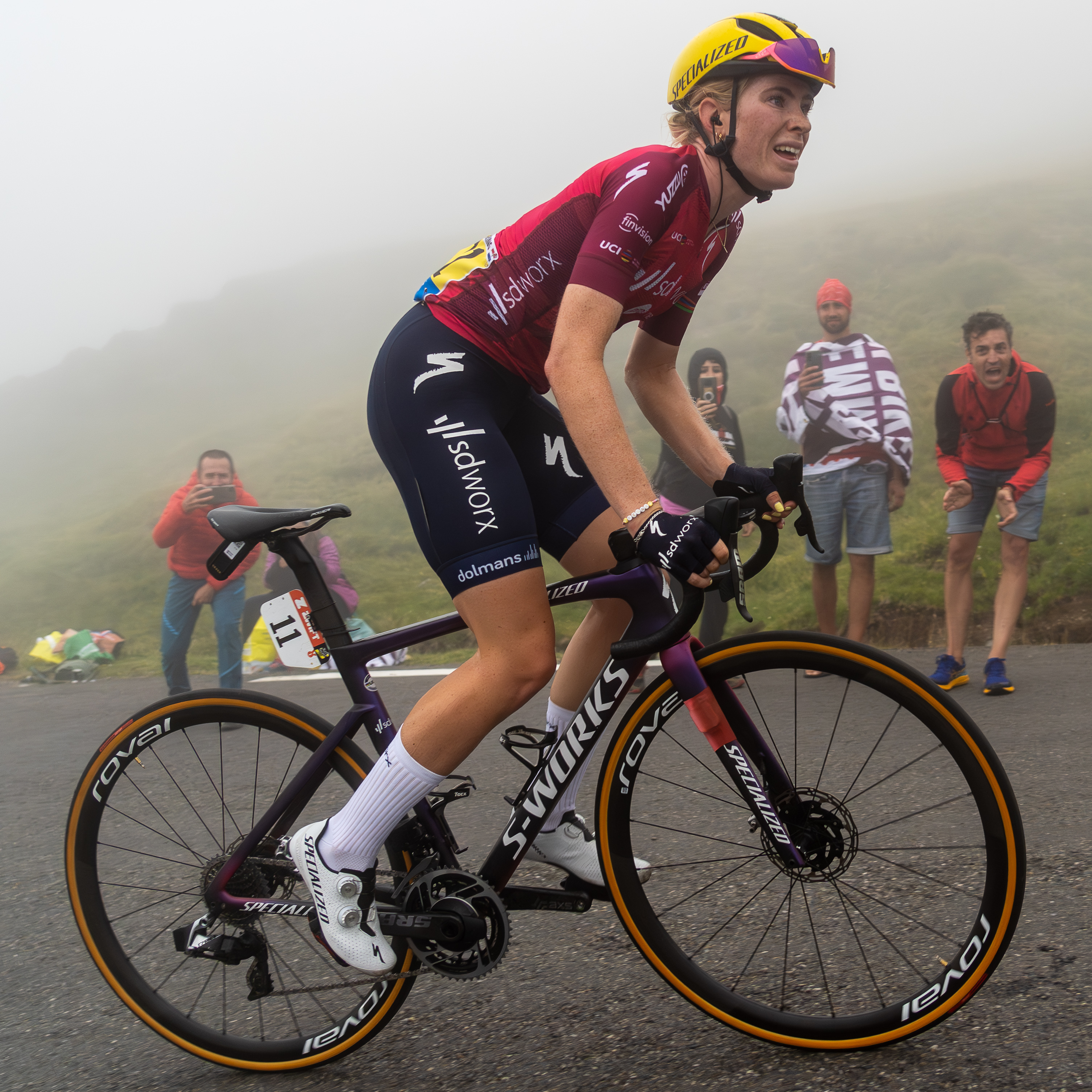
Demi Vollering au Tour de France Femmes 2023

Ci-dessous, le classement final de l'UCI World Tour.
| Classement par points | Classement par points | Classement par points | Classement par points | Classement par points |
| Coureuse              | Coureuse              | Pays                  | Équipe                | Points                |
| --------------------- | --------------------- | --------------------- | --------------------- | --------------------- |
| 1re                   | Demi Vollering        | Pays-Bas              | SD Worx               | 4891.86 pts           |
| 2e                    | Annemiek van Vleuten  | Pays-Bas              | Movistar Team         | 2790.57 pts           |
| 3e                    | Lotte Kopecky         | Belgique              | SD Worx               | 2735 pts              |
| 4e                    | Marlen Reusser        | Suisse                | SD Worx               | 2512.86 pts           |
| 5e                    | Katarzyna Niewiadoma  | Pologne               | Canyon-SRAM Racing    | 2284.71 pts           |
| 6e                    | Lorena Wiebes         | Pays-Bas              | SD Worx               | 2212 pts              |
| 7e                    | Elisa Longo Borghini  | Italie                | Trek-Segafredo        | 1601 pts              |
| 8e                    | Gaia Realini          | Italie                | Trek-Segafredo        | 1532.29 pts           |
| 9e                    | Juliette Labous       | France                | Team DSM              | 1526.14 pts           |
| 10e                   | Silvia Persico        | Italie                | UAE Team ADQ          | 1496.14 pts           |

### Classement des jeunes

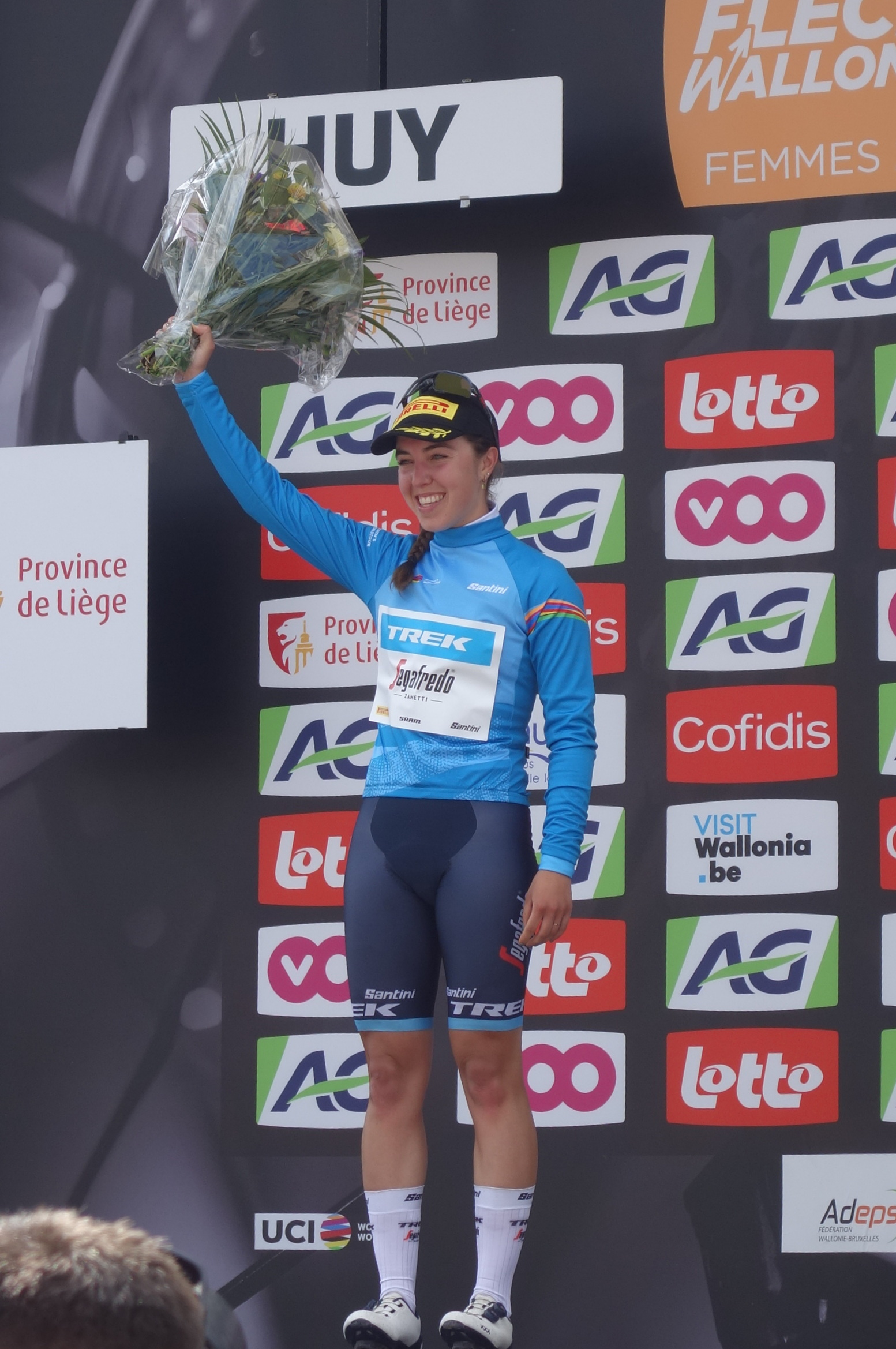
Shirin van Anrooij, la meilleure jeune

Ci-dessous, le classement final de la meilleure jeune de l'UCI World Tour.
| Classement du meilleur jeune | Classement du meilleur jeune | Classement du meilleur jeune | Classement du meilleur jeune | Classement du meilleur jeune |
| Coureuse                     | Coureuse                     | Pays                         | Équipe                       | Points                       |
| ---------------------------- | ---------------------------- | ---------------------------- | ---------------------------- | ---------------------------- |
| 1re                          | Shirin van Anrooij           | Pays-Bas                     | Trek-Segafredo               | 38 pts                       |
| 2e                           | Gaia Realini                 | Italie                       | Trek-Segafredo               | 36 pts                       |
| 3e                           | Maike van der Duin           | Pays-Bas                     | Canyon-SRAM Racing           | 22 pts                       |
| 4e                           | Eleonora Gasparrini          | Italie                       | UAE Team ADQ                 | 20 pts                       |
| 5e                           | Cédrine Kerbaol              | France                       | Ceratizit-WNT Pro Cycling    | 20 pts                       |

### Classement par équipes
Ci-dessous, le classement final par équipes de l'UCI World Tour.
| Classement par équipes aux points | Classement par équipes aux points | Classement par équipes aux points | Classement par équipes aux points |
| Équipe                            | Équipe                            | Pays                              | Points                            |
| --------------------------------- | --------------------------------- | --------------------------------- | --------------------------------- |
| 1re                               | SD Worx                           | Pays-Bas                          | 14331.02 pts                      |
| 2e                                | Canyon-SRAM Racing                | Allemagne                         | 8138.97 pts                       |
| 3e                                | Trek-Segafredo                    | États-Unis                        | 7683.74 pts                       |
| 4e                                | UAE Team ADQ                      | Émirats arabes unis               | 5990.98 pts                       |
| 5e                                | Movistar Team                     | Espagne                           | 5639.99 pts                       |
| 6e                                | FDJ-Suez                          | France                            | 5463.99 pts                       |
| 7e                                | Team DSM                          | Pays-Bas                          | 5453.98 pts                       |
| 8e                                | Team Jumbo-Visma                  | Pays-Bas                          | 4145.98 pts                       |
| 9e                                | Team Jayco AlUla                  | Australie                         | 2419.01 pts                       |
| 10e                               | Fenix-Deceuninck                  | Belgique                          | 2329 pts                          |